# Cuvieronius
Il cuvieronio (gen. Cuvieronius) o gomfoterio di Cuvier è un proboscidato estinto, vissuto in Nordamerica e Sudamerica nel Pliocene superiore, nel Pleistocene e nell'Olocene.

## Due zanne ritorte
Il nome di questo strano parente alla lontana degli elefanti deriva da quello del grande studioso dell' '800, Georges Cuvier, fondatore della paleontologia e massimo esperto di anatomia comparata. Il cuvieronio era piuttosto piccolo in rapporto ad altri membri della sua famiglia, essendo alto in media 2,5 metri. La caratteristica principale era data dalle zanne, stranamente attorcigliate e ritorte a spirale, che ricordano quelle del narvalo.

## Migrazione in Sudamerica

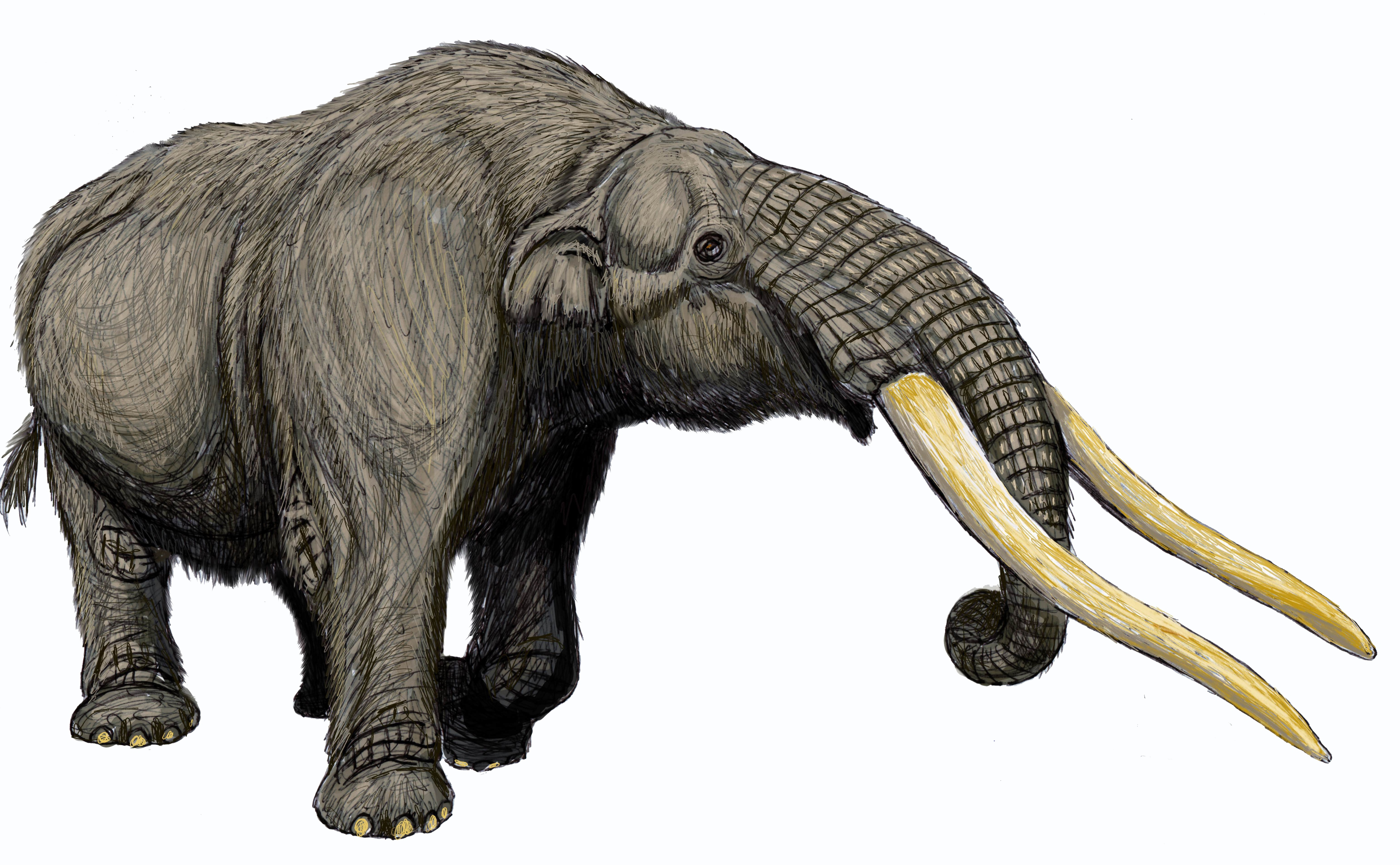
Ricostruzione di Cuvieronius hyodon

Il cuvieronio, inoltre, è uno dei pochi proboscidati presenti in America meridionale. I resti di questo animale sono stati rinvenuti nelle zone montuose del Nordamerica e, soprattutto, del Sudamerica da Alexander von Humboldt in una zona che gli abitanti locali chiavano "il campo dei giganti", ritenendoli ossa fossili di esseri umani giganteschi; da qui il nome caduto in disuso, di Cordillerion, che significa appunto "abitante della Cordigliera (delle Ande)". Humboldt riconobbe  che si trattava di ossa simili a quelle del Mastodon e inviò i denti che aveva trovato al paleontologo francese Georges Cuvier, che nel 1806 classificò i denti come appartenenti a "mastodonte des cordilières" e "mastodonte humboldtien". Successivamente, nel 1824, Cuvier classificò formalmente le due specie assegnandole al genere Mastodon e denominandole M. andium e M. humboldtii.
Gli antenati del cuvieronio si svilupparono durante il Miocene superiore; il genere migrò poi in America meridionale nel Pliocene o nel Pleistocene, circa 2 milioni di anni fa. Si diffuse nelle pampas e nelle Ande spingendosi sempre più a sud, fino all'Argentina. L'estinzione di questo animale, avvenuta in tempi molto recenti (forse il 400 d.C.), probabilmente a causa della caccia eccessiva a cui l'uomo lo aveva sottoposto. Tra le varie specie di questo proboscidato, da ricordare C. tropicus e C. humboldtii.